# Bahnhof Stockau

Der Bahnhof Stockau ist eine Betriebsstelle an der Bahnstrecke Weiden–Bayreuth im oberfränkischen Landkreis Bayreuth. Er befindet sich im zur Marktgemeinde Weidenberg gehörenden Dorf Stockau in Bayern und dient heute ausschließlich dem Schienenpersonenverkehr.

## Lage
Der Bahnhof liegt am westlichen Rand von Stockau, etwa sieben Kilometer südöstlich von Bayreuth. Die südöstlichen Zugänge zu den Bahnsteigen befinden sich heute rund 250 Meter näher am Ortskern als das ursprüngliche Empfangsgebäude aus dem Jahr 1883. Der Bahnhof ist über die Kreisstraße BT 4 erreichbar.

## Geschichte
Die Bahnstrecke Weiden–Bayreuth wurde am 1. Dezember 1863 eröffnet. Ein Haltepunkt bei Stockau ist erstmals im Fahrplan von 1876 nachweisbar. Im Jahr 1883 wurde ein Bahnhofsgebäude errichtet, das sich zwischen Stockau und Glotzdorf auf dem damaligen Gemeindegebiet von Lehen befand. 1938 war der Bahnhof in die Bahnhofsklasse IV eingestuft.
Im Rahmen der Gebietsreform in Bayern wurde Stockau am 1. Mai 1978 in die Marktgemeinde Weidenberg eingegliedert. Der Bahnhof verfügte ursprünglich über ein Ladegleis, das jedoch später entfernt wurde. Seit April 1985 wird der Betrieb des Bahnhofs aus der Betriebszentrale Bayreuth ferngesteuert.

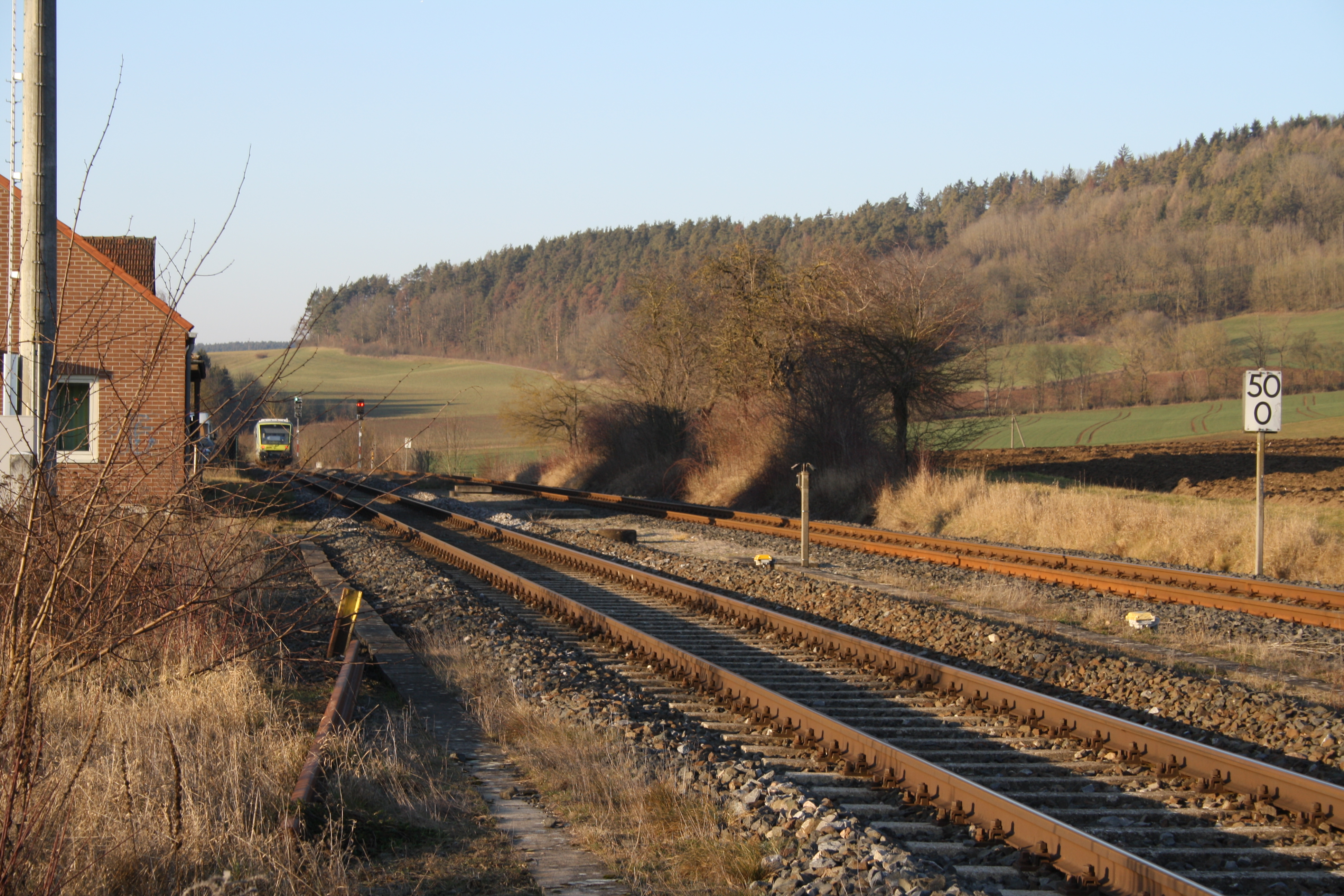
Nordwestlicher Bahnhofskopf mit ausfahrendem Regio-Shuttle-Dieseltriebwagen von Agilis
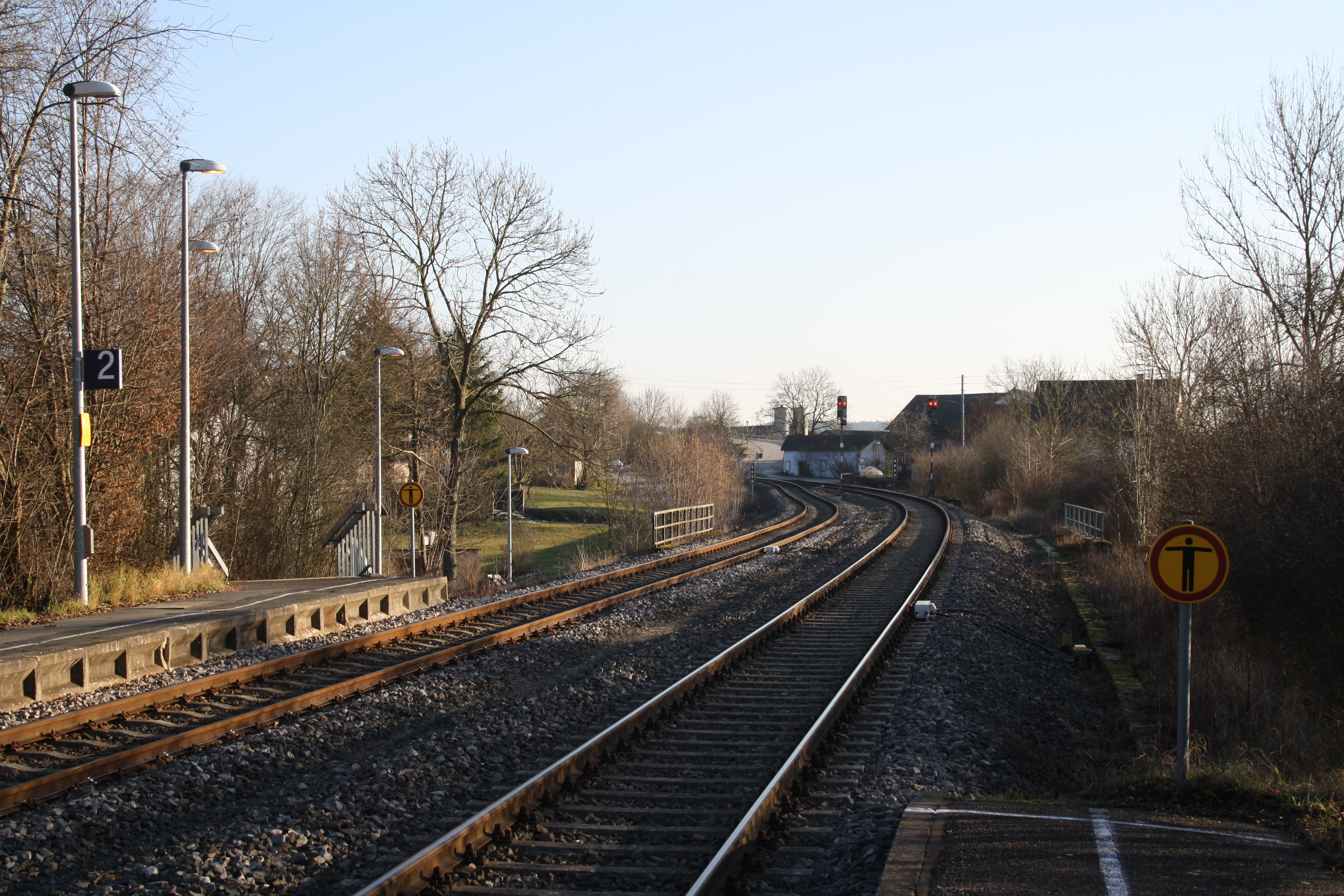
Südöstlicher Bahnhofskopf am Ortsrand von Stockau mit Zugängen

## Infrastruktur
Der Bahnhof Stockau verfügt über zwei Außenbahnsteige mit einer Länge von jeweils etwa 220 Metern. Die Bahnsteige sind barrierefrei zugänglich. Die Anlage umfasst einfache Fahrgastunterstände, Fahrradstellplätze und Parkmöglichkeiten für Pkw.
Ein Empfangsgebäude ist vorhanden, es wird jedoch nicht mehr für den Personenverkehr genutzt. Es sind Fahrkartenautomaten vorhanden. Der Zugang zu den Bahnsteigen erfolgt über Treppen an einer Unterführung am südöstlichen Bahnhofskopf.

## Zugverkehr
Der Bahnhof wird von der Regionalbahnlinie RB 97 (Kirchenlaibach – Bayreuth) der agilis Verkehrsgesellschaft bedient. Deren Züge verkehren weitgehend im Stundentakt, teilweise halten auch Züge der Linie RB 34 (Weiden – Weidenberg) in Stockau.

## Busverkehr
Der Bahnhof Stockau besitzt keine Anbindung an den Linienbusverkehr. Die nächstgelegenen Bushaltestellen mit regelmäßigem Linienverkehr befinden sich in Weidenberg an der Haltestelle „Weidenberg Bahnhof (Industriestraße)“, rund 7,5 Kilometer entfernt. Darüber hinaus wird in der Region ein Bürgerbusverkehr angeboten, der kleinere Orte mit dem Hauptort Weidenberg verbindet.

## Bedeutung
Der Bahnhof Stockau dient der Anbindung der umliegenden ländlichen Siedlungen an die regionalen Zentren Bayreuth und Weiden. Er wird überwiegend von Berufspendlern, Schülern und Ausflüglern genutzt.